# Atriplex cordobensis
Atriplex cordobensis là loài thực vật có hoa thuộc họ Dền. Loài này được Gand. & Stuck. mô tả khoa học đầu tiên năm 1908.